# Glaphyrus laufferi
Glaphyrus laufferi är en skalbaggsart som beskrevs av Edmund Reitter 1903. Glaphyrus laufferi ingår i släktet Glaphyrus och familjen Glaphyridae. Inga underarter finns listade i Catalogue of Life.